# Wilshire Grand Center
Pour les articles homonymes, voir Wilshire.
Wilshire Grand Center est un gratte-ciel de 335,3 mètres de haut situé dans le quartier financier du centre-ville de Los Angeles, Californie et occupant tout le pâté de maisons entre Wilshire Blvd. et les rues 7th, Figueroa et Francisco. Achevé en 2017, c'est le plus haut bâtiment de Los Angeles ; en Californie et le 14e plus haut aux États-Unis . Sa hauteur dépasse de  25 mètres la US Bank Tower à Los Angeles.
Le bâtiment fait partie d'un hôtel à usage mixte, d'un commerce de détail, de ponts d'observation, d'un centre commercial et d'un complexe de bureaux, qui devrait revitaliser le centre-ville de Los Angeles et les environs du bâtiment. Le développement du complexe est estimé à 1,2 milliard de dollars,. Les plans comprennent  6,225 m2 de commerce de détail, 62,895 m2 de bureaux de classe A et 900 chambres et suites d'hôtel exploitées par la chaîne hôtelière InterContinental .

## L'histoire

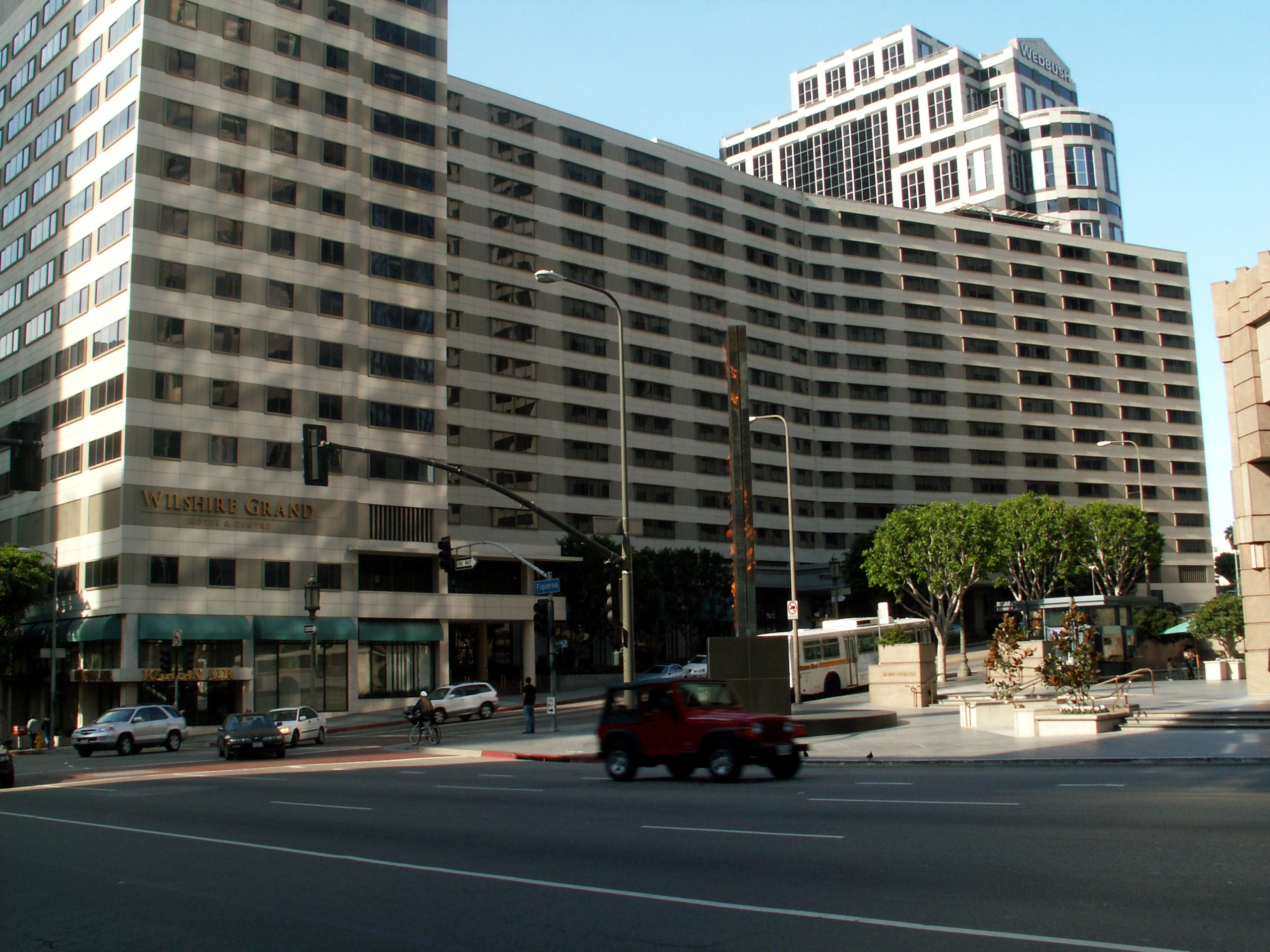
Wilshire Grand Hotel, 2006

Le Wilshire Grand Hotel original a ouvert en 1952 sous le nom d' Hotel Statler, sur le site du nouveau Wilshire Grand. En 1950, la ville de Los Angeles a délivré le plus grand permis de construire à l'époque pour la construction de l'hôtel, qui a coûté plus de 15 millions de dollars. L'hôtel est rapidement devenu un point de repère du centre-ville de Los Angeles,[réf. nécessaire] et au cours de sa durée de vie de 59 ans a attiré des invités célèbres comprenant le Président John F. Kennedy et le Pape John Paul II .
En 1954, deux ans après son ouverture, Hilton Hotels & Resorts rachète la chaîne Statler Hotels, rebaptisant l'hôtel Statler Hilton . En 1968, Hilton a achevé une rénovation de 2,5 millions de dollars de l'hôtel et l'a renommé Los Angeles Hilton, puis Los Angeles Hilton and Towers . Reliance Group a par la suite acheté l'hôtel en 1983 et investi 30 millions de dollars en rénovations. Korean Air a acheté le Los Angeles Hilton à Reliance en 1989. Ils ont changé la direction de l'hôtel et il est devenu l'hôtel Omni Los Angeles en 1995, puis plus tard le Wilshire Grand Hotel en 1999.

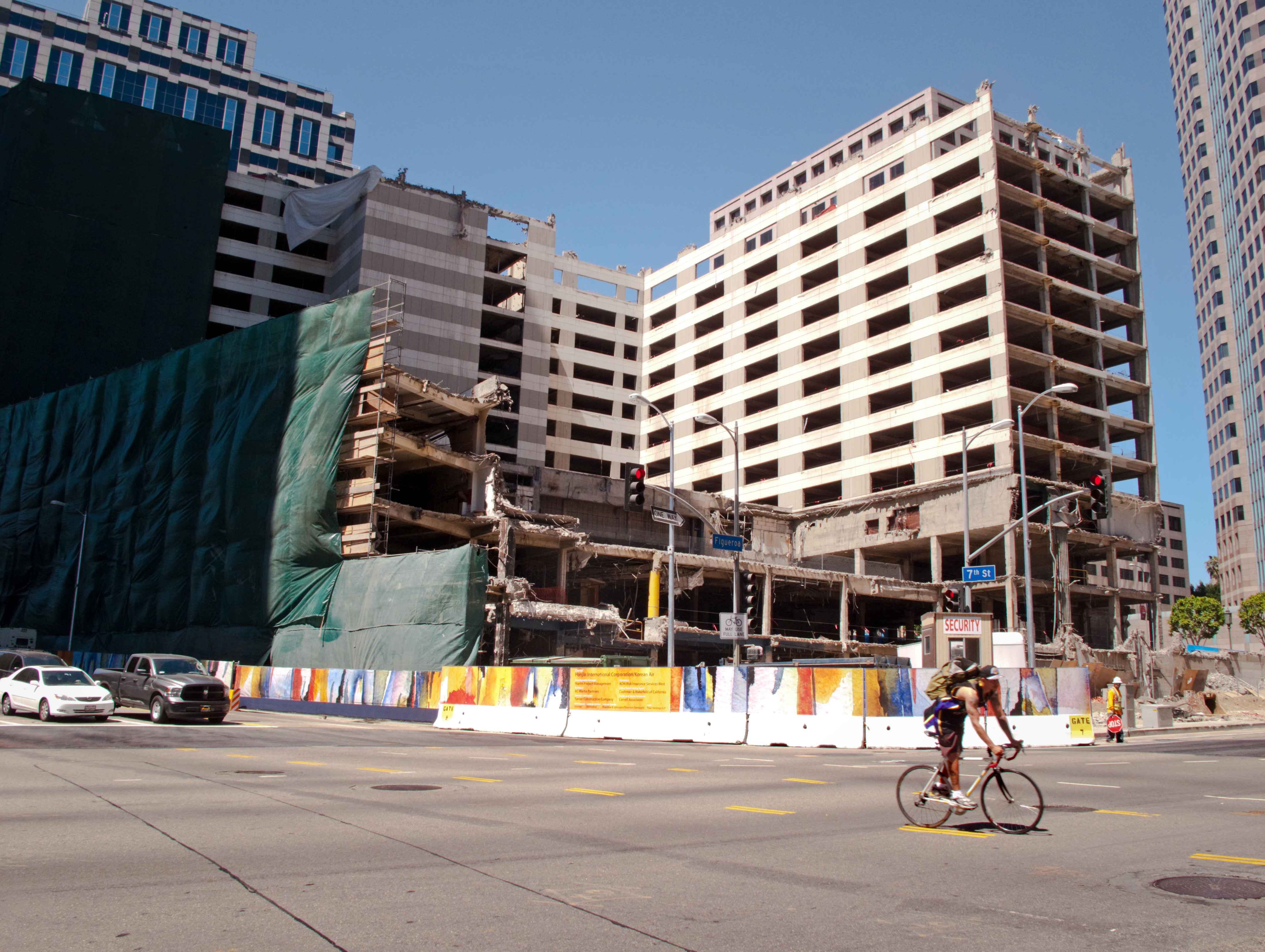
Démolition du Wilshire Grand Hotel, 2013

Cherchant à faire revivre le Wilshire Grand en tant que point de repère et icône de Los Angeles, le président-directeur général Cho Yang-ho de Korean Air a conçu l'idée de développer un nouveau complexe qui comprendrait le plus haut bâtiment de Los Angeles, qui culminerait à 335 mètres de haut. Il fait également partie d'un effort de développement urbain visant à revitaliser le couloir de Figueroa Street du centre-ville de Los Angeles en tant que quartier lumineux et semblable à Times Square à New York. La démolition du bâtiment d'origine a commencé le 23 octobre 2012 et s'est poursuivie pendant plus d'un an jusqu'au 21 novembre 2013, lorsqu'une cérémonie a eu lieu au fond des 32 mètres de débris excavés,.

## Conception
À l'origine envisagé comme deux tours, dont la plus haute aurait été de 380 mètres de haut, le complexe mesure maintenant 335,3 mètres et comprend une seule tour de 73 étages comprenant un hôtel à usage mixte de 889 chambres, des commerces, une terrasse d'observation et des bureaux. Le cabinet d'architectes basé à Los Angeles, AC Martin Partners, a supervisé le projet et préparé la conception actuelle. Ils ont succédé à Thomas Properties, qui gérait les premières propositions, mais qui a été remplacée lorsque les propriétaires sont devenus mécontents de leur approche. Une caractéristique distinctive du bâtiment est sa couronne en forme de voile qui est éclairée par un éclairage LED la nuit,. La tour sera le fer de lance d'une partie d'un nouveau quartier prévu pour être éclairer et permettra l'affichage de publicités qui s'étendra le long du corridor de Figueroa jusqu'à LA Live . Selon des rendus récents, on ne sait pas dans quelle mesure l'éclairage LED et la publicité seront appliqués. Le concepteur principal David C. Martin a déclaré que la flèche et toute la peau extérieure de la tour seront remplies d'un éclairage LED programmable. La flèche pèse 91 000 kilogrammes et ajoute 90 mètres de hauteur au bâtiment.
Le gratte-ciel est une partie distinctive de la ligne d'horizon de Los Angeles, car c'est le premier bâtiment de plus de 22 mètres de haut construit depuis 1974 à ne pas présenter un design «toit plat», une partie intégrante des bâtiments à Los Angeles aujourd'hui. Le modèle des bâtiments à Los Angeles pour présenter ces «toits plats» était le résultat d'une ordonnance d'incendie de 1974 qui exigeait que tous les grands bâtiments de la ville comprennent des héliports sur les toits en réponse à l' incendie dévastateur de Joelma en 1974 à São Paulo, Brésil, dans lequel les hélicoptères n'ont pas pu être utilisés pour effectuer des sauvetages depuis le toit de l'immeuble en raison de l'absence d'un point d'atterrissage, et auraient autrement pu éviter de nombreux décès. Cependant, le Wilshire Grand a reçu une exception du service d'incendie de la ville de Los Angeles, car le bâtiment comprendra des progrès en matière de sécurité incendie et de technologie du bâtiment (comme un noyau central en béton armé) qui dépasseraient les directives incendies actuelles de la ville.
Les ascenseurs du Wilshire Grand Centre sont fournis par Otis Elevator Company . Les quatre cages express à deux niveaux desservant le hall principal de l'hôtel au 70e étage voyagent à 487 mètres par minute.

## Construction

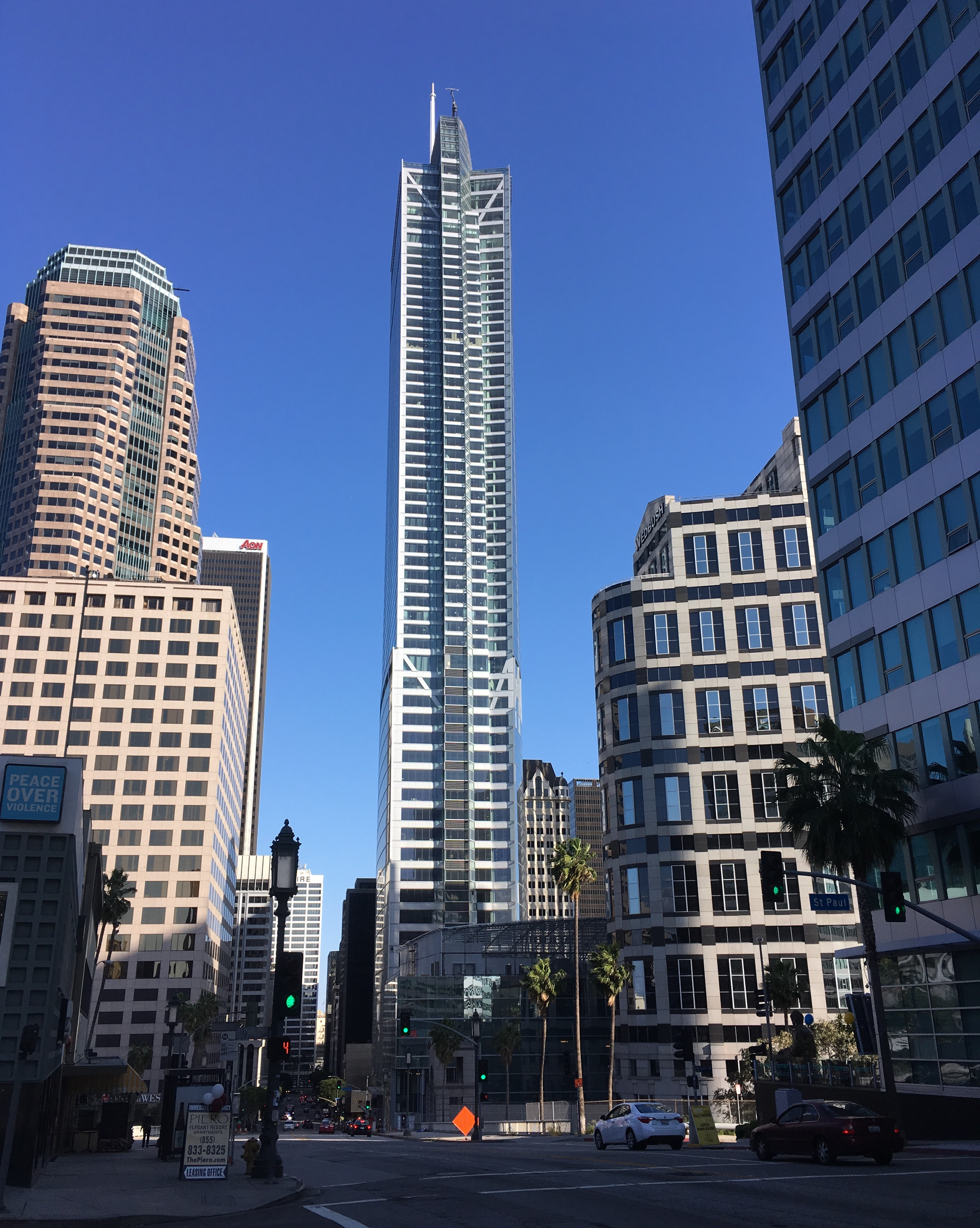
Façade ouest du Wilshire Grand Tower, avril 2017

Turner Construction a reçu les contrats pour la démolition de l'ancien hôtel et la construction de la nouvelle tour. Ce dernier a débuté le 15 février 2014, avec un record de 16 500 mètres cubes de béton coulés en seulement 20 heures,  créant la base de 5 mètres de haut de ce qui deviendrait le plus haut bâtiment à l'ouest du Mississippi.
La fondation est établie sur un substrat rocheux connu sous le nom de formation de Fernando ; ce siltstone a été comprimé par un océan qui couvrait autrefois la région et constitue une bonne base pour un bâtiment.
Le 8 mars, 2016 s'est tenue la cérémonie de bouquet-final.
Le 17 mars 2016, un ouvrier du bâtiment s'est suicidé après avoir sauté du 53e étage, atterrissant sur un véhicule en contrebas.
Le 3 septembre 2016, le Wilshire Grand est devenu le plus haut bâtiment de Los Angeles culminant à 335,3 mètres,. La mégastructure a ouvert le 23 juin 2017.
Le bâtiment, bien que reconnu comme «le plus haut» de la ville par le Council on Tall Buildings and Urban Habitat, obtient cette reconnaissance par la hauteur de sa voile décorative et de sa flèche plutôt que par la plus haute surface habitable. Du sol, en raison de la topographie locale, le Wilshire Grand se trouve visiblement plus bas que les autres bâtiments environnants. Du point de vue de la plate-forme d'observation du 73e étage du bâtiment, la tour US Bank est nettement plus élevée et reste le point de repère visuel le plus important du centre-ville de Los Angeles.

## Plans d'étage
- Étages du sous-sol au 7: bâtiment Podium avec des salles de réunion, salle de sport et piscine InterContinental Los Angeles Downtown.
- Étages 11 à 29: bureaux
- Étages 31 à 68: InterContinental Los Angeles Downtown - chambres d'hôtel
- Etage 69: InterContinental Los Angeles Downtown - Restaurants - Sora & Dekkadance
- Etage 70: InterContinental Los Angeles Downtown - hall principal et Sky Bar
- Etage 71: InterContinental Los Angeles Downtown - restaurant - La Boucherie au 71
- Etage 73: InterContinental Los Angeles Downtown - Spire 73 bar en plein air

## Remarques
1. ↑  On February 16, 2014, Guinness World Records announced that 21 200 yards cubes (16 208,563032 m3) of concrete, or 82 Unité « e6lb » inconnue du modèle {{Conversion}}. ( Unité « e6kg » inconnue du modèle {{Conversion}}.), was poured at the site the previous day, breaking a prior record of 21 000 yards cubes (16 055,65206 m3) of concrete poured in one continuous pour[17], which was set in 1999 during the construction of The Venetian hotel in Las Vegas[18].